# Уайзенбергер, Эдвард Джозеф
Эдвард Джозеф Уайзенбергер (англ. Edward Joseph Weisenburger; род. 23 декабря 1960, Олтон, Мадисон, Иллинойс, США) — американский прелат. Епископ Салайны с 6 февраля 2012 по 3 октября 2017. Епископ Тусона с 3 октября 2017 по 11 февраля 2025. Архиепископ Детройта с 11 февраля 2025.